# Монтгомери (округ, Виргиния)
Округ Монтгомери (англ. Montgomery County) располагается в США, в штате Виргиния. По состоянию на 2010 год, численность населения составляла 94 392 человек. Получил своё название по имени ирландского военного и политического деятеля Ричардa Монтгомери.

## География
По данным Бюро переписи США, общая площадь округа равняется 1008 км², из которых 1002 км² суша и 57 км² или 0,6% это водоёмы.

### Соседние округа
- Крейг (Виргиния) — север
- Джайлс (Виргиния) — северо-запад
- город Радфорд (Виргиния) — запад
- Пьюласки (Виргиния) — юго-запад
- Флойд (Виргиния) — юг
- Роанок (Виргиния) — восток

## Демография
По данным переписи населения 2000 года в округе проживает 83 629 жителей в составе 30 997 домашних хозяйств и 17 203 семей. Плотность населения составляет 83 человек на км². На территории округа насчитывается 32 527 жилых строений, при плотности застройки 32 строений на км². Расовый состав населения: белые — 90,00%, афроамериканцы — 3,65%, коренные американцы (индейцы) — 0,18%, азиаты — 3,97%, гавайцы — 0,04%, представители других рас — 0,63%, представители двух или более рас — 1,53%. Испаноязычные составляли 1,58% населения.
В составе 25,30 % из общего числа домашних хозяйств проживают дети в возрасте до 18 лет, 44,80 % домашних хозяйств представляют собой супружеские пары проживающие вместе, 7,60 % домашних хозяйств представляют собой одиноких женщин без супруга, 44,50 % домашних хозяйств не имеют отношения к семьям, 25,50 % домашних хозяйств состоят из одного человека, 6,60 % домашних хозяйств состоят из престарелых (65 лет и старше), проживающих в одиночестве. Средний размер домашнего хозяйства составляет 2,40 человека, и средний размер семьи 2,87 человека.
Возрастной состав округа: 17,10 % моложе 18 лет, 31,30 % от 18 до 24, 25,60 % от 25 до 44, 17,30 % от 45 до 64 и 8,60 % от 65 и старше. Средний возраст жителя округа 26 лет. На каждые 100 женщин приходится 110,00 мужчин. На каждые 100 женщин старше 18 лет приходится 110,90 мужчин.
Средний доход на домохозяйство в округе составлял 32 330 USD, на семью — 47 239 USD. Среднестатистический заработок мужчины составлял 33 674 USD против 23 555 USD для женщины. Доход на душу населения был 17 077 USD. Около 8,80% семей и 23,20% общего населения находились ниже черты бедности, в том числе — 14,60% молодежи (тех кому ещё не исполнилось 18 лет) и 8,80% тех кому было уже больше 65 лет.